# Costești-Deal
Costești-Deal – wieś w Rumunii, w okręgu Hunedoara, w gminie Orăștioara de Sus. W 2011 roku liczyła 36 mieszkańców.